# UD Leiria
União Desportiva de Leiria, cunoscută ca União de Leiria (pronunțat [uniˈɐ̃w̃ dɨ lɐjˈɾiɐ]), este un club de fotbal portughez din Marinha Grande ce evoluează în Campeonato Nacional.

## Incidentul din 29 aprilie 2012
La meciul din 29 aprilie 2012 împotriva echipei C.D. Feirense, în cadrul etapei a XIV-a a Primeira Liga, clubul União de Leiria a aliniat o echipă alcătuită numai din opt jucători deoarece ceilalți au înaintat o scrisoare către conducerea clubului prin care renunțau la apartenența la acesta din cauza întârzierii plății drepturilor salariale. Meciul a fost câștigat de C.D. Feirense cu scorul de 4-0.

## Lotul actual
La 29 septembrie 2015.
| Nr. |                   | Poziție | Jucător           |
| --- | ----------------- | ------- | ----------------- |
| 1   | Portugalia        | P       | Tiago Jorge       |
| 2   | Rusia             | F       | Kirill Kostin     |
| 3   | Portugalia        | F       | Benny             |
| 4   | Brazilia          | F       | Anilton Júnior    |
| 5   | Republica Moldova | F       | Denis Marandici   |
| 6   | Portugalia        | F       | Bruno Simão       |
| 7   | Capul Verde       | A       | Pedro Moreira     |
| 8   | Portugalia        | A       | Alex Dias         |
| 9   | Brazilia          | A       | Rafael Silveira   |
| 11  | Camerun           | A       | Jean Paul Yontcha |
| 12  | Brazilia          | P       | Márcio Paiva      |
| 14  | Rusia             | M       | Yury Bavin        |

| Nr. |             | Poziție | Jucător           |
| --- | ----------- | ------- | ----------------- |
| 16  | Brazilia    | A       | Gabriel Aquini    |
| 17  | Rusia       | A       | Yevgeni Tyukalov  |
| 21  | Capul Verde | F       | João Vicente      |
| 22  | Portugalia  | A       | Hélio Vaz         |
| 25  | Portugalia  | M       | Bruno González    |
| 28  | Portugalia  | F       | Filipe Brigues    |
| 42  | Capul Verde | M       | Tony Correia      |
| 45  | Portugalia  | M       | André Perre       |
| 48  | Portugalia  | M       | Hugo Pina         |
| 66  | Portugalia  | M       | Bruno Jordão      |
| 90  | Rusia       | M       | Aleksandr Lomakin |
| 94  | Brazilia    | F       | Nailson           |

## Jucători notabili

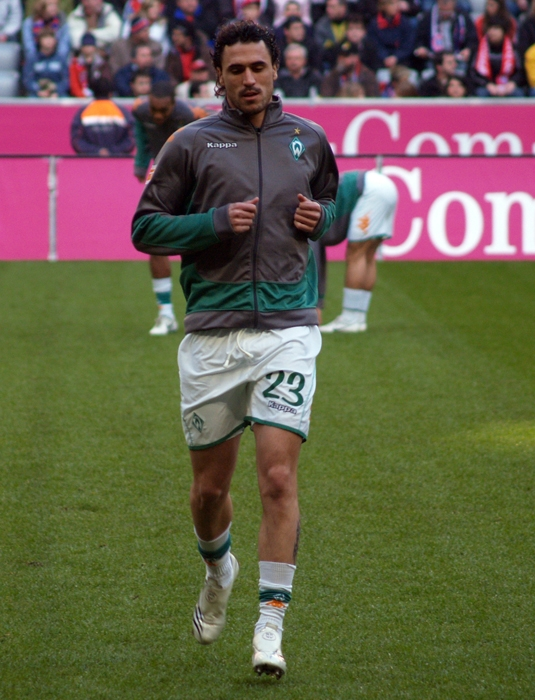
Hugo Almeida a jucat pentru Leiria în două rânduri. În ambele perioade a fost împrumutat de la Porto

| - José Shaffer - Marco Airosa - Derlei - Helton - Maciel - Paulo César - Tahar El Khalej - Issouf Ouattara - Saïdou Panandétiguiri - Mamadou Tall - Ousseni Zongo - Roudolphe Douala - Serge N'Gal - Marco Soares - Djaniny - Manuel Iturra - Damien Tixier - Alioune Touré - Michel Souamas - Kwame Ayew - Nii Lamptey | - Arvid Smit - Antoni Łukasiewicz - André Almeida - André Marques - Bilro - Bruno Vale - Fábio Felício - Hugo Almeida - João Paulo - João Paulo Pinto - Luís Filipe - Nuno Laranjeiro - Nuno Valente - Paulo Costinha - Paulo Duarte - Paulo Machado - Tiago - Vítor Pontes - Modou Sougou - Toñito - Jan Oblak |  |

## Antrenori
| - Vieira Nunes (1989–90) - Luís Campos (1992–93) - Manuel Cajuda (1993–94) - Vitor Manuel (1994–96) - Eurico Gomes (1996) - Quinito (1996–97) - Vitor Manuel (1997) - Vítor Oliveira (1997–98) - Mário Reis (1998–99) - Manuel José (1999–00) - José Mourinho (2001–02) - Mário Reis (2002) - Vítor Pontes (2002) - Manuel Cajuda (2002–03) - Vítor Pontes (2003–05) | - José Gomes (2005) - Jorge Jesus (2005–06) - Domingos (2006–07) - Paulo Duarte (2007) - Vítor Oliveira (2007–08) - Paulo Alves (2008) - Manuel Fernandes (2008–09) - Lito Vidigal (2009–10) - Pedro Caixinha (2010–11) - Vítor Pontes (2011) - Manuel Cajuda (2011–12) - José Dominguez (2012) - Ricardo Moura (2012–2013) - Luis Bilro (2012–2013) - Rui Rodrigues (2013-2014) - Jorge Casquilha (2014-2015) |  |

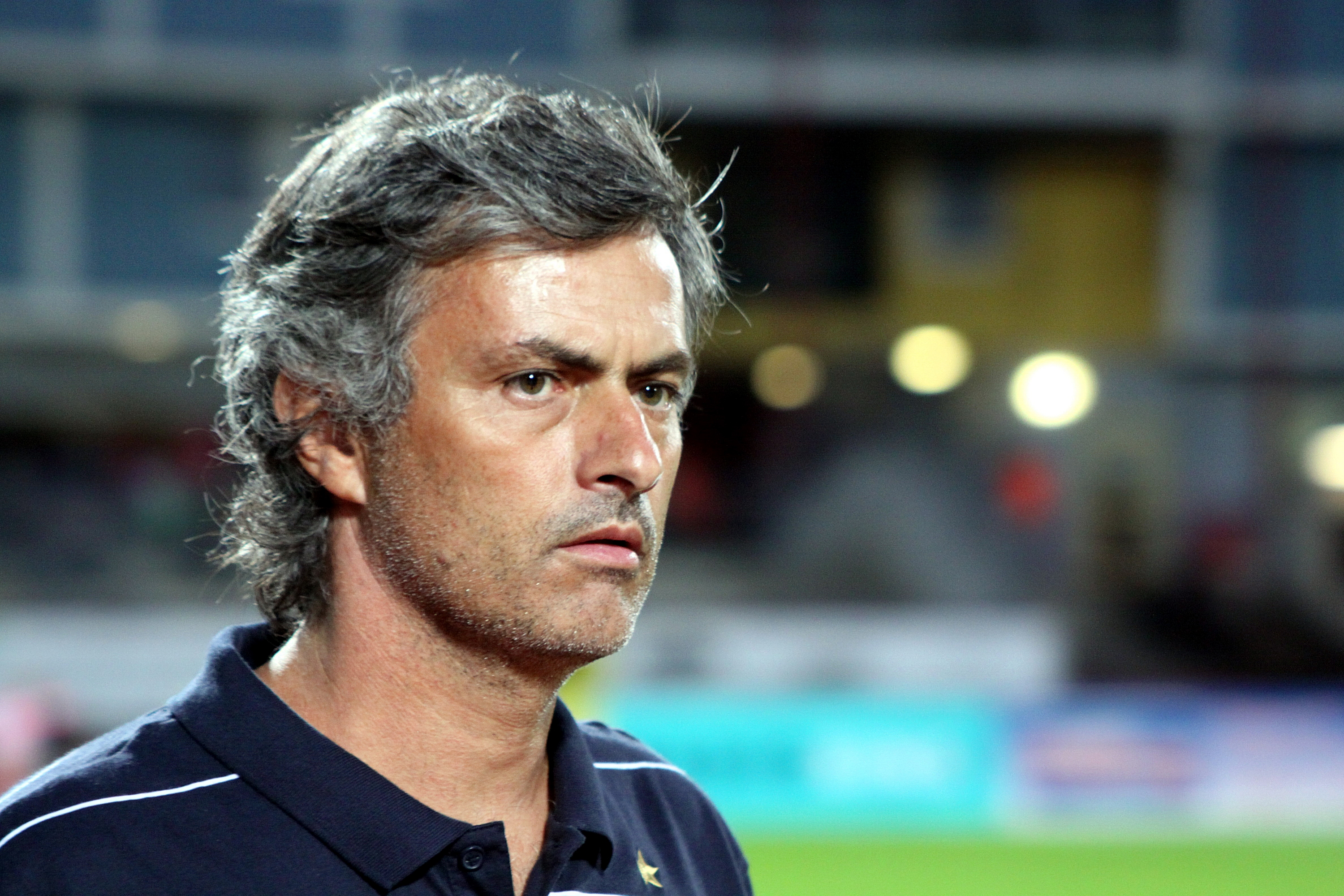
José Mourinho a fost antrenor al clubului în 2001–02